# Герб Гробіні
Герб Гро́біні — офіційний символ міста Гробіня, Латвія. У чорному щиті срібний журавель, обернений ліворуч, що стоїть на одній нозі, тримає лівою лапою золотий камінь. Затверджений 31 жовтня 1925 року. Походить від старого міського герба 1697 року часів герцогство Курляндії і Семигалії. Гробінський журавель використовувася також як неофіційний символ Гробінської парафії (до 1795) і повіту.

## Історія
- 1560 року курляндсько-семигальський герцог Готтгард Кеттлер після успішної рибалки на річці Аланде дарував герб містечку Гробін (сучасна Гробіня). На гербі була зображена риба, що пливе у воді, а над рибою — корона. Відтоді цей малюнок фігурував на Гробінській печатці[2]. Кольори цього герба невідомі.
- 2 травня 1697 року місто Гробін отримало новий герб від курляндсько-семигальського герцога Фрідріха-Казимира Кеттлера. На гербі було зображено журавля, що тримав лапою камінь[3]. Це зображення використовувалося на оновленій печатці Гробінського магістрату.

| Оригінал |  | Переклад                                                                                 |
| --- |  | ---------------------------------------------------------------------------------------- |
| Ein Kranich, auff einem Fuss stehend, und in dem andern einen Stein haltend, alss ein Zeichen der Sorgfalt und Wachsamkeit. |  | Журавель, що стоїть на одній нозі, й іншою тримає камінь, як знак уважності й пильності. |

- 11 березня 1846 року російська влада перезатвердила герб Гробіна, повітового міста Курляндської губернії.

| Оригінал                                                                                    |  | Переклад                                                                                 |
| ------------------------------------------------------------------------------------------- |  | ---------------------------------------------------------------------------------------- |
| Въ серебряномъ полѣ журавль стоящій на одной ногѣ, въ другой, поднятой, держитъ онъ камень. |  | У срібному полі журавель, що стоїть на одній нозі, в іншій, піднятій, тримає він камінь. |

- 31 жовтня 1925 року Гробін, перейменований латишами на Гробіню, отримав новий герб на базі старого: срібного журавля із золотим каменем у чорному щиті.

| Оригінал |  | Переклад |
| --- |  | --- |
| Melnā laukā uz labās kājas stāvoša dzērve, kura pagriezusies uz kreiso pusi un kreisā paceltā kājā tura akmeni. |  | Журавель, що стоїть на правій нозі у чорному полі, обернений ліворуч, і тримає камінь лівою піднятою ногою. |

## Галерея

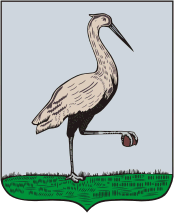
1846
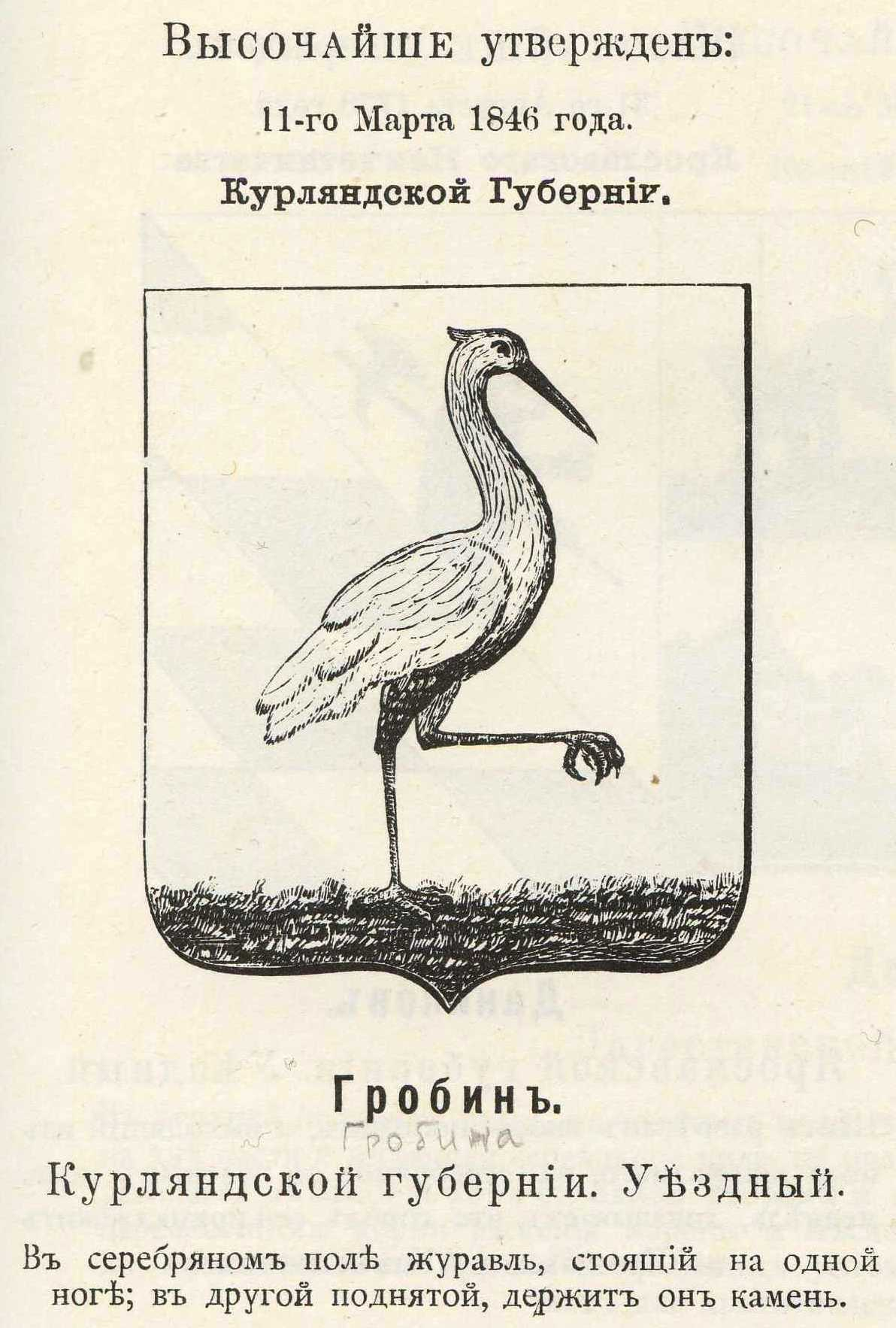
1846 — 1925

### Монографії
- Juškēvičs, Jānis. Hercoga Jēkaba laikmets Kurzemē. Rīgā: Valstspapīru Spiestuves izd., 1931.
- Saeimas kārtības rullis. "Valdības vēstnesis", 01.12.1925., Nr. 269, 1. lpp.
- Винклер, П.П. фон. Гербы городов, губерний, областей и посадов Российской Империи, внесенные в Полное Собрание законов с 1649 по 1900 год. Санкт-Петербург, 1899.